# Anton Altmann (1777-1818)
Pour les articles homonymes, voir Anton Altmann et Altmann.
Anton Altmann, né en 1777 à Dačice et mort le 26 février 1818 à Vienne, est un peintre, aquarelliste, fresquiste et décorateur.

## Biographie
Né en 1777 à Dačice, Anton Altmann s'établit à Vienne, où il se fait une réputation dans la décoration de fresques.
Son fils est nommé comme lui.
Il meurt le 26 février 1818 à Vienne.